# Protestos na Líbia em 2020
Os protestos na Líbia de 2020 consistem em protestos de rua sobre questões relacionadas a má prestação de serviços em várias cidades da Líbia, incluindo nas áreas controladas pelo Governo do Acordo Nacional (GAN) no oeste (Trípoli, Misrata, Zawiya)  e nas áreas mantidas pelo Exército Nacional Líbio no leste da Líbia (Benghazi). 

## Agosto de 2020
Em 23 e 24 de agosto de 2020,  protestos ocorreram em Trípoli, Misrata e Zawiya sobre questões de cortes de energia e água, falta de combustível e gás de cozinha, falta de dinheiro, segurança insuficiente e a pandemia de COVID-19. 
As forças armadas associadas ao Governo do Acordo Nacional atiraram nos manifestantes, causando ferimentos.  O Ministério do Interior afirmou que os manifestantes têm o direito de protestar pacificamente e que o ministério abriu investigações criminais sobre os tiroteios. A Força de Proteção de Trípoli também declarou seu apoio ao direito dos cidadãos de realizar protestos de rua.  A Missão de Apoio das Nações Unidas na Líbia (UNSMIL) também pediu uma investigação.  O Ministro do Interior Fathi Bashagha criticou os pistoleiros, afirmando que munição real foi usada "indiscriminadamente" e que os pistoleiros sequestraram manifestantes e "[semearam] pânico entre a população e [ameaçaram] a segurança e a ordem pública". 
O primeiro-ministro Fayez al-Sarraj respondeu aos protestos com um longo discurso,  com a suspensão do ministro do Interior Fathi Bashagha,  e com uma remodelação do gabinete. Salah Eddine al-Namrush tornou-se ministro da Defesa e Mohammad Ali al-Haddad, de Misrata, tornou-se o chefe do exército. 

## Setembro de 2020
Protestos relacionados as "condições de vida e cortes de energia" ocorreram em Benghazi em 11 de setembro de 2020, incluindo queima de pneus e bloqueios de estradas. Os protestos continuaram em Benghazi nos dias 12 e 13 de setembro e começaram em Bayda, Sabha e Marj. Os manifestantes de Benghazi atearam fogo num edifício usado como quartel-general pelas autoridades associadas ao Exército Nacional Líbio. O governo de facto associado ao Exército Nacional Líbio liderado por Abdullah al-Thani ofereceu sua renúncia em 13 de setembro de 2020 em resposta aos protestos. 
Em 13 de setembro, duzentos manifestantes protestaram em Trípoli em frente ao Conselho Presidencial contra as más condições de vida e exigindo eleições e reformas políticas. Os palestrantes no protesto objetaram à nomeação de Mohammed Bayou como chefe de uma organização de mídia estatal, alegando que ele apoiava Khalifa Haftar. 
Em 16 de setembro, Fayez al-Sarraj, chefe e primeiro-ministro do Governo do Acordo Nacional, declarou que renunciaria ao cargo até o final de outubro de 2020. 
Os protestos continuaram em 21 de setembro em Benghazi pelos Residentes da Cidade de Benghazi reivindicando democracia e se opondo à corrupção  Em 24 de setembro manifestações também ocorreram em Sug Juma, Trípoli e Zliten contra cortes de energia elétrica.  No mesmo dia, os manifestantes de Benghazi foram atacados por apoiadores de Haftar e um organizador foi "desaparecido". Os protestos de 24 de setembro incluíram bloqueios de estradas e queima de pneus. 
Um protesto em Gharyan em 23 de setembro exigiu a realização das eleições municipais na cidade. 